# Domenico Ebner
Domenico Ebner (* 26. April 1994 in Freiburg) ist ein deutsch-italienischer Handballtorwart, der für den SC DHfK Leipzig in der Handball-Bundesliga und international für die italienische Handballnationalmannschaft spielt.

## Karriere
Ebner spielte anfangs beim TSV March, der SG Waldkirch/Denzlingen und beim TuS Schutterwald. Daraufhin schloss sich Ebner der SG Köndringen/Teningen an, für die er in der A-Jugend-Bundesliga und später in der 3. Liga auflief. Im Sommer 2016 verließ er nach insgesamt fünf Jahren die SG Köndringen/Teningen und wechselte zum Zweitligisten SG BBM Bietigheim. In seiner zweiten Saison mit der SG BBM Bietigheim gelang der Aufstieg in die Handball-Bundesliga. In der Saison 2018/19 spielt Ebner seine erste Saison in der ersten Handballbundesliga und wurde im November 2018 zum Spieler des Monats gewählt. Ab der Saison 2019/20 stand er bei der TSV Hannover-Burgdorf unter Vertrag.
Ebner wechselte im Sommer 2023 zum SC DHfK Leipzig.
Ebner gehört dem Kader der italienischen Nationalmannschaft an. Mit Italien nahm er am Qualifikationsturnier zur Weltmeisterschaft 2019 teil. Bei der Weltmeisterschaft 2025 parierte er in sechs Spielen 33 % der Würfe auf sein Tor und kam mit der Auswahl auf den 16. Rang.

## Sonstiges
Domenico Ebners Mutter ist Italienerin. Erst als im Jahr 2017 die Anfrage des italienischen Handballverbandes kam, nahm er die doppelte Staatsbürgerschaft an.
Ebner ist mit Nicole Roth liiert, die ebenfalls das Tor in der Frauen-Bundesliga hütet.